# Priapulida
Priapulida (do grego priapos, falo + ida, sufixo plural) é um filo do reino animal que inclui os vermes marinhos que possuem uma probóscide espinhosa. Os primeiros registos deste grupo surgiram no Câmbrico. O seu nome provém do grego Priapus que significa deus fálico, seu nome vernáculo é priápulo, da ordem Priapulida.
Habitam sedimentos lamacentos e arenosos do fundo marinho. Como os nematodas, são os asquelmintos com maior volume de pseudoceloma.
Os priapulidas constituem um dos menores, são vermiformes, não segmentados, de vida livre, com simetria bilateral, porém com uma forte tendência à simetria radial. Possuem probóscide espinhosa, forma cilíndrica, são bentônicos, vágeis, predadores e ocupam desde as regiões entre marés até profundidades de 7.500 metros, estando presentes em todos os mares.
Os aspectos gerais da biologia desses vermes são pouco estudados, não obstante tratar-se de um grupo muito antigo no planeta; os registros paleontológicos dão conta da existência de Priapulida já no Cambriano médio.
O tamanho das espécies varia entre poucos a cerca de 200 milímetros, porém a maioria mede entre 10 e 30 milímetros de comprimento.
Por mais de um século, os Priapula foram considerados como animais típicos de águas frias, até que van der Land (1968) encontrou uma espécie tropical. Esses vermes ocorrem desde os primeiros metros do infralitoral até profundidades de 7.500 metros e ocupam substratos moles, tais como areia, lodo, silte e areia coralígena. Os Priapula têm sido coletados em mares com salinidades variando desde 6% até 65%. Não está esclarecida a importância ecológica dos Priapula, além do fato de servirem como elementos da dieta de peixes demersais. Por outro lado, existe um crescente interesse sobre a biologia desses vermes, tendo em vista, entre outros aspectos, sua grande antiguidade na Terra.

## Classificação
Filo Priapulida
Género †Ancalagon
Género †Anningvermis
Género †Corynetis
Género †Ottoia
Classe Priapulimorpha
Ordem Priapulimorphida
Família Priapulidae
Género Acanthopriapulus
Género Priapulopsis
Género Priapulus
Família Tubiluchidae
Género Meiopriapulus
Género Tubiluchus
Classe Halicryptomorpha
Ordem Halicryptomorphida
Família Halicryptidae
Género Halicryptus
Classe Seticoronaria
Ordem Seticoronarida
Família Maccabeidae
Género Maccabeus